# Baldomero Espartero
Joaquín Baldomero Fernández Espartero Álvarez de Toro (Granátula de Calatrava, Cidade Real, 27 de fevereiro de 1793 — Logronho, 8 de janeiro de 1879) foi um militar e político espanhol. Foi conde de Luchana, duque de Victoria, duque de Morella, visconde de Banderas e príncipe de Vergara.
Seu pai havia encaminhado sua formação para um destino eclesiástico, mas a Guerra Peninsular arrastou-o, desde muito jovem, às frentes de batalha, que não abandonou até vinte e cinco anos depois. Foi combatente em três dos quatro conflitos mais importantes da Espanha no século XIX. Foi soldado na guerra contra a invasão francesa, oficial durante a guerra colonial no Peru e general durante a Primeira Guerra Carlista. Em Cádis aderiu ao liberalismo espanhol, senda que jamais abandonaria. Um homem extremamente duro no tratamento com as pessoas, valorizando a lealdade de seus companheiros de armas — termo que os outros generais não gostavam de ouvir —, tanto como a eficácia. Combatia na primeira linha, tendo sido ferido em oito ocasiões. Seu caráter altivo e exigente levou-o a cometer excessos, em algumas situações muito sangrentos, na disciplina militar. Convencido de que seu destino era governar os espanhóis, foi por duas vezes Presidente do Conselho de Ministros e chegou a chefiar o Estado como regente durante a menoridade de Isabel II. Foi o único militar espanhol a ser tratado por Alteza Real e, apesar de todas suas contradições, soube passar despercebido seus últimos 28 anos. Recusou a Coroa Espanhola e foi tratado como uma lenda desde bem jovem.
| “ | A Pátria conta com vossos esforços, com vossas virtudes, com vossa sabedoria, para que façam leis que afirmem seus direitos e destruam os abusos que foram introduzidos no governo do Estado. Fazei-as; que a Rainha terá uma grande satisfação em aceitá-las, e a Nação em obedecê-las. Quanto a mim, senhores, eu as obedecerei sempre, porque sempre hei de querer que se cumpra a vontade nacional, e porque estou convencido de que sem a obediência às leis, a liberdade é impossível. | ” |

Baldomero Espartero na sessão das Cortes Constituintes de 28 de novembro de 1854.

## O início
O mais novo de oito irmãos, era filho de um fabricante de carroças e pequeno fazendeiro que provinha de linhagem nobre. Três de seus irmãos eram padres e uma irmã, freira clarissa. Em Granátula, estudou latim e humanidades. Cursou seus primeiros estudos oficiais no Seminário de Almagro, onde residia um de seus irmãos, da ordem dos dominicanos, e obteve o título de bacharel em arte e filosofia. Almagro contava com sua própria Universidade desde 1553 concedida por ordem expressa do imperador Carlos V e era uma cidade muito ativa e próspera. Seu pai desejava para Espartero uma formação eclesiástica, mas o destino descartou essa possibilidade. Em 1809 se alistou no exército para fazer parte das forças que combateram a invasão napoleônica de 2 de maio em Madrid. As universidades haviam sido fechadas um ano antes por Carlos IV e a própria Almagro havia sido ocupada pelos franceses.
Foi recrutado junto a um numeroso grupo de jovens pela Junta Suprema Central que havia sido constituída em Aranjuez sob autoridade do, já idoso, Conde de Floridablanca, com o fim de deter os invasores em La Mancha, antes que as tropas invasoras chegassem à Andaluzia. Foi alistado no Regimento de Infantaria Cidade Rodrigo, no posto de Soldado Distinguido, grau que atingiu por ter cursado os estudos universitários. Durante o tempo que esteve à linha de frente na zona sudoeste da Espanha, participou da Batalha de Ocaña, onde os espanhóis foram derrotados. Novamente, sua condição de universitário lhe permitiu fazer parte do Batalhão de Voluntários Universitários que se agrupou em torno da Universidade de Toledo em agosto de 1808, mas o avanço francês o levou até Cádis, onde cumpria a função de defesa da Junta Suprema Central. As necessidades primordiais de um exército quase destruído pelo inimigo obrigaram a formação rápida de oficiais instruídos nas técnicas militares. A formação de universitários, da qual Espartero fazia parte, fora selecionada pelo coronel da artilharia, Mariano Gil de Bernabé, para integrarem a recém criada Academia Militar de Sevilha. O novo destino não evitou que participasse desde o primeiro momento em combates contra o inimigo, ganhando, enfim, a posição de cadete. Integrou, junto a outros 48 cadetes a Academia de Engenheiros, em 11 de setembro de 1811 e ascendeu a subtenente em 1 de janeiro do ano seguinte. Participando da Infantaria, destacou-se em operações militares em Chiclana, que lhe valeu a sua primeira condecoração: A Cruz de Chiclana.
Sitiados pelo exército francês desde 1810, foi espectador dos debates das Cortes de Cádis, que redigia a primeira Constituição espanhola. O fato lhe fez tomar a decisão de defender o liberalismo e o patriotismo.
Enquanto a guerra caminhava para seu fim, Espartero estava designado no Regimento de Infantaria de Soria e, afortunadamente, se deslocou para a Catalunha, combatendo em Tortosa, Cherta e Amposta, até regressar com Regimento a Madrid.

### A caminho da América
Terminada a guerra e desejoso de prosseguir a carreira militar, se alistou em setembro de 1814 — no posto de tenente — embarcando na fragata Carlota, com destino à América, em 1 de fevereiro de 1815, para reprimir a rebelião por independência das colônias.
A corte fernandina havia conseguido deslocar a ultramar seis regimentos de infantaria e dois de cavalaria. Às ordens do general Miguel Tacón y Rosique, Espartero integrou-se a uma das divisões formadas pelo Regimento Extremadura que se dirigia ao Peru desde o Panamá. Chegaram ao porto de El Callao em 14 de setembro e se apresentaram em Lima, com a ordem de substituir o Marquês da Concordia como vice-rei do Peru pelo general Joaquín de La Pezuela, vitorioso na área.
Os maiores problemas se concentravam na penetração das forças hostis desde o Chile e o Rio da Prata, sob o comando do general San Martín. Para dificultar os movimentos, decidiu-se fortificar Arequipa, Potosí e Charcas, trabalho para o qual a única pessoa com conhecimentos técnicos de todo o Exército do Alto Peru era Espartero, por ter dois anos de formação na Escola de Engenheiros. O reconhecimento da escola lhe valeu a promoção a capitão em 19 de setembro de 1816 e, ainda antes de completar um ano, à posição de segundo comandante.

### Tática militar
Através do pronunciamento de Riego e a jura da Constituição gaditana pelo rei, as tropas peninsulares na América se dividiram definitivamente entre realistas e constitucionalistas. San Martín aproveitou estas circunstâncias de divisão interna para continuar seu assédio e avanço, ante o qual, um numeroso grupo de oficiais destituiu Pezuela da posição de vice-rei em 29 de janeiro de 1821, foi nomeado em seu lugar o general José de la Serna e Hinojosa. Desconhece-se com exatidão o julgamento de Espartero quanto a este movimento. Seja como for, o que seria mais tarde Duque da Victoria dedicou-se a fundo no sul do Peru e no leste da Bolívia em um modo de combate singular caracterizado por escassas tropas e ações rápidas, onde o conhecimento do terreno e a capacidade de aproveitar ao máximo os recursos à mão eram determinantes. Este modo de operar será, mais tarde, desenvolvido também na primeira guerra Carlista.
As conquistas de Espartero por ações de guerra foram constantes. Em 1823, já era coronel de Infantaria, a cargo do Batalhão do Centro do Exército do Alto Peru. Quando o general insurreto Alvarado tratou de penetrar com forças muito superiores pelas fortificações de Arequipa e Potosí, o general Jerónimo Valdés não hesitou em encarregar a Espartero a defesa em Torata, com apenas 400 homens, a fim de fustigar a partir dali o inimigo, enquanto Valdés organizava uma cilada. À chegada dos revolucionários, Espartero manteve-se durante duas horas a posição, causando importantes baixas, contrariando as ordens de Valdés, enquanto este saía ao encontro do inimigo sem permitir-lhe avançar e, em um erro do general Alvarado, ao dispersar uma linha de frente excessiva, Valdés lançou um ataque no momento em que finalizou as pretensões de penetração. Com a chegada de José de Canterac, o inimigo foi posto em fuga, sendo o Batalhão de Espartero um dos que perseguiram as forças que fugiam por Moquegua e destacou-se por destruir por completo a chamada Legião Peruana. O general Valdés registrou em suas qualificações sobre Espartero:
| “ | Tem muito valor, talento, aplicação e conhecida adesão ao Rei, nosso senhor. É muito bom, a propósito, para o controle de um Corpo e mais ainda para servir em classe de oficial de Estado Maior, por seus conhecimentos. Este será, algum dia, um bom general. | ” |

Sua valentia se unia a seu sangue frio e à capacidade de enganar o inimigo, infiltrando-se entre eles, para mais tarde prendê-los, e, em processo judicial, condená-los à morte e executá-los. Este modo de proceder seria constante em sua carreira militar.

### O fim da etapa americana e o regresso à Espanha
Em 9 de outubro de 1823, o vitorioso comandante foi promovido a brigadeiro, sob o comando do Estado Maior do Exército do Alto Peru. Nesta posição, teria de finalizar os trabalhos de controle dos rebeldes restantes, La Serna o enviou à Conferência de Salta como representante com plenos poderes do vice-rei para assinar uma trégua que permitisse a extensão dos acordos com os insurretos de Buenos Aires ao Peru. Em Salta se reuniu com o general José Santos La Hera, que atuava em nome dos comissários régios. Espartero comunicou a La Hera que o acordo não era possível, pois as forças inimigas precisavam de operações que produzissem efeito e que o vice-rei não se sentia obrigado a outorgar mais que a generosidade com que haviam sido tratados. A atitude hostil de La Serna e do próprio Espartero fazia os delegados enviados em nome do rei Fernando interpretarem como uma afronta à Coroa ou como uma medida de conter as aspirações pela independência.
A figura de Espartero a esta idade foi traduzida pelo conde de Romanones como a de:
| “ | […] Um homem de estatura mediana, pelo conjunto e proporções de seu corpo, não dava a impressão de pequenez […] de olhos claros, olhar frio […] seus músculos faciais não se contraíam em momento algum. | ” |

No fim do Triênio Liberal e no retorno ao absolutismo, voltaram a dividir o exército. La Serna enviou Espartero a Madrid com o encargo de receber instruções precisas da Coroa, partindo para a capital no porto de Quilca em 5 de junho de 1824 em um barco inglês. Chegou em Cádis em 28 de setembro e se apresentou em Madrid em 12 de outubro. Ainda que tenha obtido a confiança do vice-rei à Coroa, não foi possível garantir os reforços pedidos.
Embarcou em Bordéus a caminho da América em 9 de dezembro, coincidindo com a perda do Vice-reinado do Peru. Chegou a Quilca em 5 de maio de 1825, sem notícias do desastre de Ayacucho, e foi feito prisioneiro por ordem de Simón Bolívar. Liberado, regressou à Espanha com um numeroso grupo de companheiros.
Chegou em Pamplona e posteriormente fixou residência em Logronho, com muito desgosto. Ali se casou em 13 de setembro de 1827 com María Jacinta Martínez de Sicilia, uma senhora rica, herdeira da cidade. Graças a ela, Espartero virou um fazendeiro.

### O estigma da experiência americana
Ainda que não tenha participado da batalha decisiva — o que provocava raiva em Espartero — teve importante presença em outros combates e, de fato, ele e muitos dos oficiais que o acompanhavam seriam conhecidos na Espanha como "los ayacuchos", em recordação de seu passado americano e da influência que tiveram suas ideias políticas em outros militares liberais que participaram daquela guerra. Sua atividade na campanha da América foi frenética e destacada por seus conhecimentos em topografia e construção de instalações militares, por sua capacidade de atuar rápido e com poucos homens, pela virtude de mobilizar com prontidão as tropas e pela autoridade que lhe reconheciam seus soldados. Os méritos de guerra foram inúmeros, ainda que pouco tenham sido mencionados nos anos posteriores.

## Na luta contra os carlistas

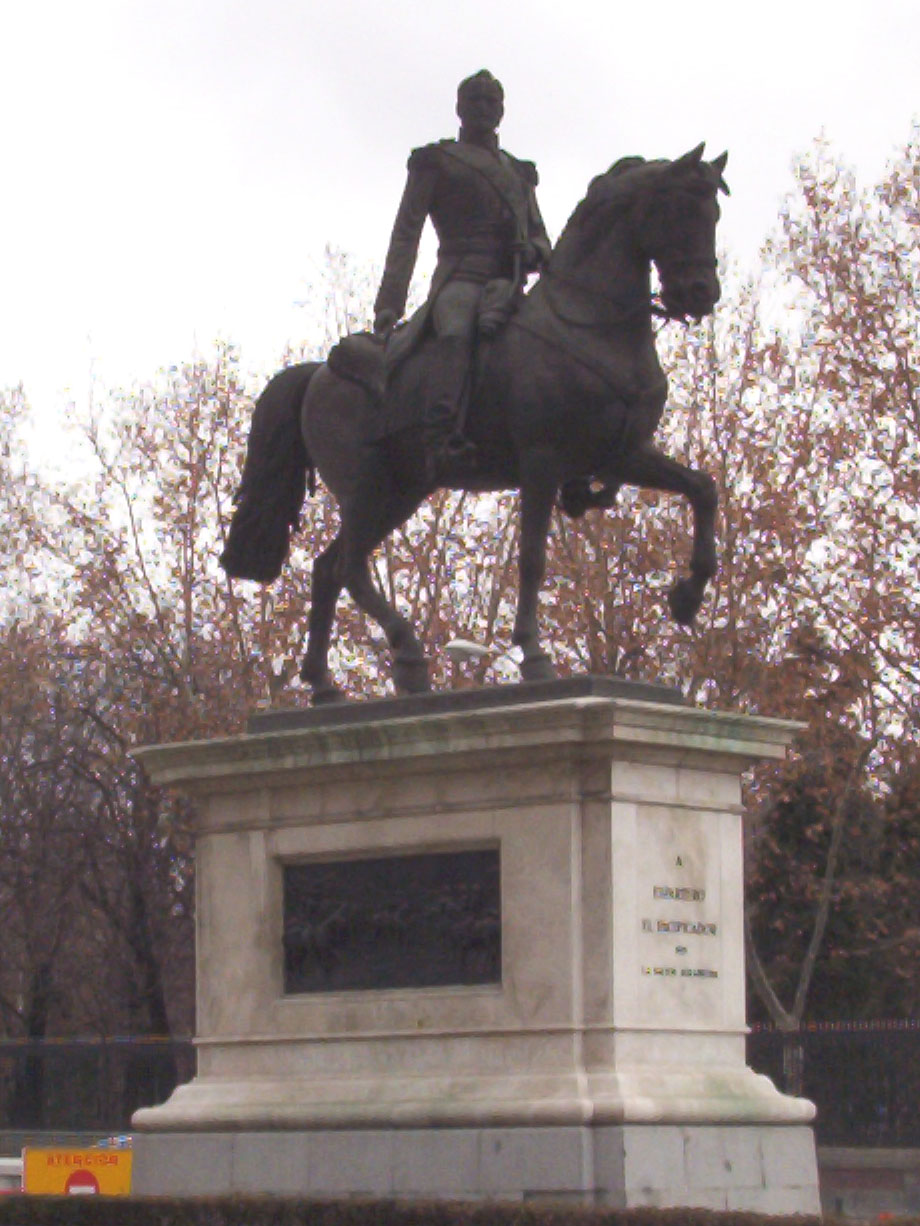
Monumento em homenagem a Espartero, em Madrid, com a seguinte inscrição: "A Espartero, o pacificador de 1839, a Nação agradecida".

Apesar das informações favoráveis de seus superiores, teve de desempenhar funções burocráticas e destinos menores, o que o irritava. Aproveitou para organizar sua nova fazenda, herdada por sua esposa, María Jacinta, herança esta que consistia em diversos bens, onde se encontravam importantes imóveis rurais e urbanos e cerca de um milhão de reais procedentes, também, dos benefícios nos investimentos que os tutores de sua esposa haviam realizado durante a menor-idade de María Jacinta.
Em 1828 foi nomeado Comandante de armas e presidente da Junta de Agravios de Logronho e depois ao Regimento de Soria, destacado primeiramente em Barcelona e em Palma de Mallorca, mais tarde. Mas a história quis que lhe oferecessem uma oportunidade em forma de conflito civil.
Depois da morte de Fernando VII, Espartero apoiou a causa de Isabel II e da regente María Cristina de Borbón, contra o irmão do defunto, Carlos María Isidro. Entre as trocas na direção do exército que a regente María Cristina adotou nos primeiros dias de governo para eliminar os elementos carlistas. Espartero foi nomeado Comandante General de Vizcaya em 1834, sob as ordens de um de seus antigos chefes, Jerónimo Valdés, que o havia chamado para o serviço em campanha. Participou, assim, na frente norte durante a Primeira Guerra Carlista, desempenhando um papel de destaque, não sem antes haver posto em fuga forças carlistas em Onteniente.
Suas primeiras medidas recordam muito a etapa americana. À frente de uma pequena divisão, ordenou a fortificação de Bilbau, Durango e Guernica para defendê-las das incursões carlistas, e perseguiu os pequenos grupos que iam se formando em distintos pontos. A primeira operação de envergadura aconteceu num ataque das tropas inimigas e teve como cenário Guernica em fevereiro de 1834. Os cristinos foram sitiados por uma coluna de seis mil homens. Com isso, Espartero liberou a cidade no dia 24 com cinco vezes menos forças que os atacantes, o que lhe valeu a promoção para Marechal de Campo.

### A primeira derrota
Em maio foi outorgado o Comando Geral de todas as províncias Bascas. A segunda grande ação que recebeu como encargo, foi em meados de 1835. O general carlista Zumalacárregui havia conseguido agrupar os grupos voluntários em um exército bem organizado. Os cristinos, contudo, passavam por uma grave crise ao serem trocadas as ordens em várias ocasiões, devido à situação de conflito que pairava sobre Madrid. Nestas circunstâncias, Zumalacárregui montou uma ofensiva que o levou a fixar posições mais avançadas em Villafranca de Ordicia, dominando, assim, uma ampla zona de movimentações. Espartero recebeu ordens de Valdés para que enfrentasse Zumalacárregui. Contava com duas divisões, um batalhão e mais outras duas divisões que vinham do vale do Baztan e já se aproximavam. Em 2 de junho, conseguiu, sem grandes esforços, situar-se em um monte com uma vista de Villafranca, no caminho de Bergara. Manteve a posição enquanto esperava a chegada dos esforços, mas mudou de opinião e se dirigiu a Vergara. As tropas carlistas de Francisco Benito Eraso encontraram Espartero e aproveitaram a vulnerabilidade do batalhão de retaguarda para atacar com pouco mais de três infantarias. A impressão dos atacados foi que o grupo carlista era numeroso e, pouco a pouco, se estendeu o pânico entre a tropa que chegou a fugir de maneira desordenada até Bilbau. Este foi o primeiro fracasso militar de Espartero e a primeira vez que lhe fora consignado um exército numeroso que deveria combater à maneira tradicional. As conseqüências da derrota foram muito graves, já que os carlistas, com pouco mais de 800 homens, haviam ocupado, não só Villafranca, mas também Durango e Tolosa.

### O desenvolvimento da guerra
Os êxitos carlistas colocaram Espartero em uma situação propícia ao seu modo tradicional de combater: fortificações isoladas, poucos homens, cidades sitiadas e terrenos abruptos. Tudo aquilo lhe fazia recordar seus anos americanos.
Sua valentia e ousadia foram inquestionáveis, mas também sua crueldade e o sacrifício de vidas humanas no campo de batalha em momentos críticos, como na tentativa frustrada dos carlistas em tomarem Bilbau e na Batalha de Mendigorría, onde os cristinos obtiveram sua primeira grande vitória na guerra. Espartero, desde esse momento, passou a enfrentar seu superior, Luis Fernández de Córdoba, em um combate entre ambos para receber os méritos das ações de campanha.

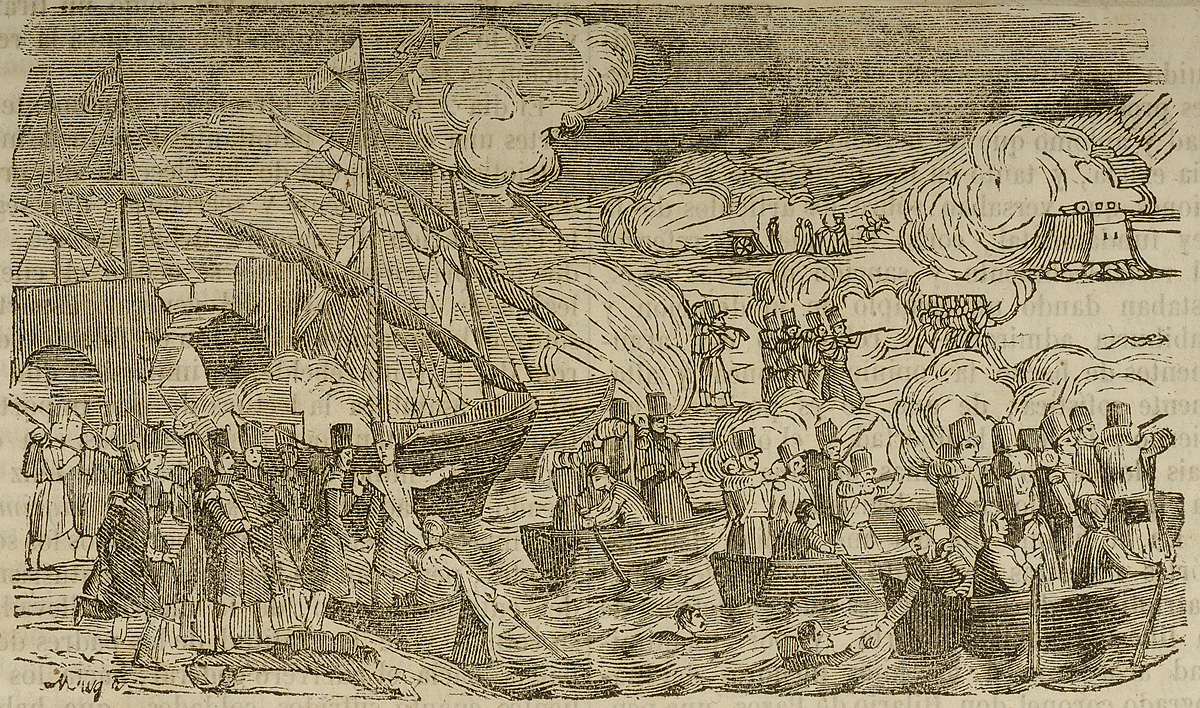
Desenvolvimento do ataque à ponte de Luchana pelas tropas de Espartero, com o apoio da armada britânica e espanhola. Gravura, reprodução xilográfica no Panorama Español, 1849

Novamente em Bilbau, quando 14 batalhões carlistas sitiavam a cidade em 24 de agosto de 1835, Espartero participou ativamente no levantamento do cerco sem esforços. Caminhando para Vitória, depois de sair em 11 de setembro de Bilbau, batalhões carlistas se opuseram a suas unidades, Espartero ordenou investir contra eles, perseguindo-os até Arrigorriaga, onde se encontrou com importantes forças carlistas que o obrigaram a retroceder até a capital basca. Nesta retirada, encontrou a cidade tomada, com isso recebeu ataques de vanguarda e retaguarda. Encurralado, Espartero decidiu enfrentar as tropas que fechavam sua passagem sobre a ponte do rio Nervión, podendo cruzar, enfim, o caminho da cidade em uma brilhante ação que lhe valeu a Cruz Laureada de São Fernando e a Grande Cruz de Carlos III, além de uma ferida no braço. Não obstante sua capacidade desafiadora, seus comandos não o consideravam capaz de dirigir a maior parte dos exércitos cristinos, dado seu ímpeto aloucado e seus repetitivos atos de desobediência aos superiores.
Em 1836, o Exército do Norte ficou nas mãos do general Lacy Evans, com Luis Fernández de Córdoba como General-Chefe. Recebidas as ordens para atacar o inimigo em qualquer situação de vantagem, Espartero ocupou em março o porto de Orduña com forças minguadas, ganhando assim uma vantajosa posição para o exército, o que lhe valeu uma nova Cruz Laureada de São Fernando e a possibilidade de efetuar uma nova ação, dias depois, sobre Amurrio. Devido às ações com a 3ª Divisão ao abrir livre passagem a Vizcaya, Fernández de Córdoba lhe propôs, com muito pesar, a promoção a Tenente-General em 20 de junho. A guerra ainda lhe permitiu obter a posição de deputado por Logronho às Cortes Gerais, nas eleições realizadas em 3 de outubro de 1836, junto a quem seria outro grande aliado do liberalismo, Salustiano de Olózaga. Ainda seria eleito em outras três ocasiões ao longo de sua vida, ainda que não tenha jamais ocupado sua cadeira, renunciando em favor de outras províncias.
No verão, Espartero ficou doente e se deslocou para Logronho para se recuperar. Os movimentos liberais em toda a Espanha aconteceram enquanto ele descansava. Os êxitos militares conseguidos o levaram, finalmente, a ser nomeado General-Chefe do Exército do Norte e vice-rei de Navarra, substituindo Fernández de Córdoba. O motim da Granja de San Ildefonso, que havia obrigado a regente a abandonar o Estatuto Real e dar mais poder aos liberais com o restabelecimento da norma constitucional de Cádis, favoreceu, também, a nomeação.

### O General-chefe
Alcançar o grau de general-chefe fez com que o futuro do Duque de Vitória moderasse sua crueldade, limitasse suas ações impetuosas e dedicasse um tempo para reorganizar o exército isabelino, que contava com problemas graves, primeiro, a necessidade de mover-se por um território ocupado pelos carlistas, onde as forças leais a María Cristina contavam com grandes cidades e fortificações, mas não podia movimentar-se livremente, o segundo era a falta de recursos para equipar as tropas e a ausência de disciplina interna.

#### A recuperação de Bilbau
Quase sem atividade bélica, os carlistas aproveitaram para se reorganizarem e voltaram a cercar Bilbau, em 1836, com mais forças e melhor organizados do que na primeira ocasião. Desde Ebro e sem utilizar o caminho de Vitória, Espartero controlou 14 batalhões a caminho da capital biscainha em uma viagem lenta e tempestuosa, concentrando-se no vale de Mena, em novembro, uma vez que ainda não dispunha de informações suficientes sobre as possíveis movimentações do inimigo. Finalmente, enquanto a frota hispano-britânica os esperava em Castro-Urdiales, conseguiu chegar no dia 20 de novembro e embarcar seu exército, com 300 cavaleiros a mais, a caminho de Portugalete, aonde chegou no dia 27. Tomou as colinas de Barakaldo, mas lhes reprimiram os carlistas no primeiro intento de entrar em Bilbau. Ainda que, no dia 30, a maioria dos generais tenham aconselhado Espartero a abandonar o plano de tomar o lugar, ele decidiu não escutar e ordenou que construíssem uma ponte de barcos sobre o Nervión. Em 1 de dezembro, o exército isabelino se encontrava todo do outro lado, mantendo a posição contra o incessante fogo inimigo. O segundo plano de levantar cerco voltou a fracassar, e o moral da tropa decaiu. Sem ter recebido a verba que lhe fora enviada, Espartero traçou um programa que lhe permitiu atacar pelas margens do rio Nervión durante um tempo. Em 19 de dezembro, os canhões da Armada Espanhola e inglesa apoiaram a operação de avanço terminou e a cidade foi liberada em uma ação meritória, com Espartero doente. Cruzaram a ponte de Luchana no dia de Natal. Depois do acontecimento, a rainha regente o condecorou Conde de Luchana.
Especialmente satisfeito, emitiu o seguinte "Ofício ao Governo", de onde se extrai o substancial:
| “ | As privações e sofrimentos das tropas sob meu controle foram recompensadas neste dia. Ontem, às quatro da tarde, coordenei a atrevida operação de embarcar companhias de caçadores para que se apoderassem da bateria inimiga de Luchana. Em pouco tempo, ainda que em meio de uma terrível nevasca, se executou a operação com o êxito mais feliz para a bravura e entusiasmo daqueles, e a eficaz cooperação da Marinha inglesa e espanhola. A ponte ficou em nosso poder, os inimigos a quebraram, mas, em uma hora em meia, já estava restabelecida. Os inimigos, reunindo consideráveis forças, compareceram sobre aquele ponto e o combate começou já de noite. O temporal de água, neve e granizo, foi espantoso. A perda que experimentou este exército, nas muitas horas de combate, foi também considerável. Os momentos foram críticos, mas as cargas decididas à baioneta nos fizeram donos de todas as posições, fazendo levantar o sítio desta vila, onde se verificou uma depressão na entrada. Todas as suas baterias, munições e imenso parque ficaram em nosso poder […], Quartel general de Bilbau, 25 de dezembro de 1836. Excmo. Sr. Baldomero Espartero. Excmo. Sr. Secretário de estado e despachante da Guerra. | ” |

#### O final da guerra

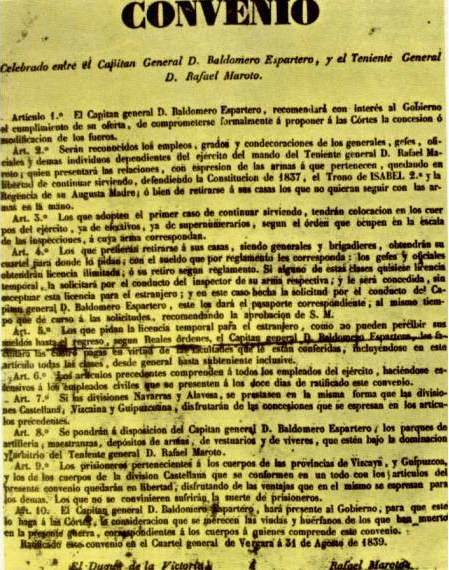
Pasquim com o texto do Convênio de Oñate, impresso em 1839, para ser repartido entre todos frentes-de-batalha.

Depois de Luchana, a guerra caminhava ao seu fim. As forças leais a Isabel II eram superiores em número e capacidade operativa. A partir de Bilbau, Espartero se deslocou para o norte do País Basco, até Navarra, onde concentrou e organizou as tropas, se dirigindo a Maestrazgo, quando se viu obrigado a enfrentar a denominada Expedição Real dos carlistas, que planejavam o último intento em conquistar Madrid e obter a vitória na guerra. Espartero os alcançou às portas da capital, onde foi vitorioso na Batalha de Aranzueque. O novo êxito o colocou em uma posição dominante entre os liberais, mas também entre todos os cidadãos agradecidos por tê-los salvo da incursão e por ter provocado o desmoronamento do exército inimigo. As homenagens e agradecimentos públicos e particulares convenceram Espartero de que sua popularidade era um equipamento valioso para alcançar o poder político.
Entre 1837 e 1839, formou um governo, transitório pelo apoio insuficiente dos parlamentares. Derrotou tropas carlistas em Peñacerrada, em Ramales — que passou a se chamar Ramales da Vitória desde então -, e em Guardamino.
Favoreceu a divisão entre os carlistas e firmou a paz, promovida muito ativamente pelo representante militar da Grã-Bretanha em Bilbau, o lord John Hay, com o general carlista Rafael Maroto, mediante o Convênio de Oñate, em 29 de agosto de 1839. A paz foi confirmada com o abraço que se deram todos os generais, dois dias mais tarde, diante das tropas de ambos os exércitos, reunidas nos campos de Bergara. Este ato ficou conhecido como o Abraço de Vergara. O final vitorioso da guerra valeu a Espartero o título de Grande de Espanha e Duque da Vitória, além dos títulos de Visconde de Banderas e Duque de Moreli. Muitos anos mais tarde, o rei Amadeu I lhe concedeu também o título de Príncipe de Vergara.
O acordo de paz com Maroto havia sido contestado por muitos carlistas, entre eles o general Ramón Cabrera que, refugiado em Maestrazgo, encarou Espartero até que foi derrotado com a conquista de Morella em 30 de maio de 1840, ação pela qual a rainha Isabel lhe concedeu o título de Duque de Morella e a insígnia do Toisón de Ouro.

## O político radical
Terminada a guerra, Espartero havia alcançado a glória e a fama entre todo o povo e, o que é mais importante, no seio do exército. Em agosto de 1837 havia se unido ao Partido Progressista por repúdio à instabilidade que propagavam os moderados. Seus embates com Ramón María Narváez vinham desde alguns anos atrás, quando não lhe forneciam as mesmas tropas, material e fundos que ao Espadão de Loja.
As incursões de Espartero na política, desde 1839, eram duramente contestadas pela imprensa moderada. Consciente de seu poder e oposto ao conservadorismo de María Cristina, depois das revoltas de 1840, conseguiu ser nomeado Presidente do Conselho de Ministros, mas o apoio insuficiente o obrigou a renunciar. Espartero liderava, sem oposição, o Partido Progressista e necessitava de uma maioria suficiente nas Cortes. O motim da Granja de San Ildefonso havia chamado a atenção dos moderados sobre a força dos liberais e, portanto, do próprio Espartero. Assim, o choque com a regente a cerca do papel da Milícia Nacional e da autonomia dos Ajuntamentos, concluiu-se em uma rebelião generalizada contra María Cristina nas cidades mais importantes — Barcelona, Saragoça e Madrid (as de maior destaque) — fazendo-a renunciar e entregar a Regência do Estado e a custódia de suas filhas, incluindo a da rainha Isabel, nas mãos do general.

### Espartero, regente de Espanha
Espartero alcançou a Regência enquanto María Cristina marchava ao exílio na França. Não obstante, o Partido Progressista se encontrava dividido na questão da ocupação do espaço deixado pela mãe de Isabel II. Por um lado, os chamados trinitários, que lutavam pela nomeação de uma Regência compartilhada por três membros. Do outro lado estavam os unitários, liderados pelo próprio Espartero, que manteriam a necessidade de uma Regência solitária e sólida. Finalmente, Espartero foi eleito em 8 de março de 1841 Regente Único do Reino, por 169 votos das Cortes Gerais contra 103 votos que obteve Agustín Argüelles. A força do general lhe permitiu alcançar a Regência, não sem antes ter-se inimizado com uma parte significativa do Partido Progressista que viam o general como um arraigado autoritário.

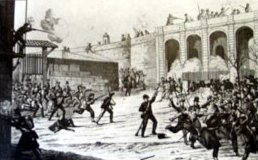
Revolta em Barcelona contra a política fiscal de Espartero.

Seu modo ditatorial de governar, personalista e militarista provocou a inimizade de muitos de seus partidários. Esta situação de tensão interna entre os progressistas foi aproveitada pelos moderados com a Revolução de 1841 na Espanha, que se saldou com o fuzilamento de alguns destacados e apreciados membros do exército, como Diego de León. Posteriormente, o levante de Barcelona em novembro de 1842 foi reprimido com dureza pelo Regente, ao bombardear a cidade em 3 de dezembro, resultando em numerosas vítimas, sendo o prelúdio do fim de sua Regência. O general Prim se sublevou em Barcelona e, entre outras cidades, Granada e a própria Madrid.
Em 1843, Espartero se viu obrigado a dissolver as Cortes, diante da hostilidade da mesma. Narváez e Serrano encabeçaram um pronunciamento conjunto de militares moderados e progressistas, na qual as próprias forças do Regente passaram para o lado inimigo em Torrejón de Ardoz.

### O exílio na Inglaterra
Depois de fugir por Cádis, marchou para o exílio na Inglaterra, em 30 de julho. As novas autoridades ordenaram que, se fosse achado na Península, que fosse atacado sem esperar outras instruções. Mas as manobras de Luis González Bravo e do próprio Narváez contra os progressistas, em especial contra Salustiano de Olózaga, fizeram que estes não tardassem em reclamar de Espartero, exilado, a liderança dos liberais. Na Inglaterra, Espartero levou uma vida austera, ainda que protegido pela Corte Britânica e toda a nobreza. Não perdeu de vista a política nacional e, sem dúvida, boa parte das ações civis e militares dos progressistas neste período contaram com sua aquiescência.
A Constituição moderada de 1845 não assegurava a estabilidade política. Antes ao contrário, a distância entre liberais e moderados se agravou. Isabel II, aconselhada pela sua mãe, tratou de aproximar, novamente, Espartero da Coroa, sabendo que, mais cedo ou mais tarde, haveria de contar com um homem admirado por seu povo e de tanta influência. Assim, em 3 de setembro de 1847, o então presidente do governo, Joaquín Francisco Pacheco, expediu o decreto pelo qual a Rainha o nomeava senador e, um pouco mais tarde, embaixador plenipotenciário na Grã-Bretanha. Era tempo de reconciliação.

### Reconciliado com a rainha

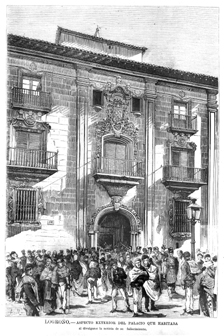
A casa de Espartero em Logronho. La ilustración española y americana. Madrid, 1879.

Em 1849 foi restituído a suas honras e regressou à Espanha, refugiando-se em Logronho, abandonando a vida pública. Reapareceu de forma esporádica junto de Leopoldo O'Donnell, depois da revolução de 1854, com quem compartilhou a liderança política no chamado Biênio Progressista (1854-1856), anos em que foi novamente presidente do governo.
Depois do retiro, se sentiu forte para esta nova chamada à responsabilidade pública, fazendo a seus concidadãos um breve anúncio:
| “ | Riojanos, me afasto de Logronho, meu povo adotivo, porque a pátria e sua liberdade reclamam minha presença na invicta Saragoça. Levo comigo a grata recordação de sete anos em que fui vosso concidadão. Um só encargo os deixo: Obedecei a patriótica que é instalada neste dia, respeitai suas disposições e conservai a ordem, garantia segura do triunfo. | ” |

Porém, o próprio O'Donnell terminou por retirá-lo do poder com seu projeto de União Liberal, tramando desde seu posto como Ministro da Guerra quanto convinha a seus interesses. Espartero já não era o homem capaz de se esgotar ao extremo e compreendeu o que a rainha Isabel quis expressar ao falar de Romanones, "Dois galos no mesmo galinheiro", ou seja, manter dois dos mais prestigiosos generais ao seu lado.

### Uma coroa para o militar
Quando foi destronada a rainha Isabel II pela revolução de 1868, Juan Prim e Pascual Madoz lhe ofereceram a Coroa de Espanha, cargo que não aceitou. Os anos haviam afetado sua pessoa e não se considerava forte o bastante para tão alta responsabilidade. A população e boa parte da imprensa liberal reclamava ao velho general octogenário, que se proclamasse Rei. Panfletos, artigos — sobretudo nos jornais La Independencia e El Progreso. Na primavera de 1870, uma comissão de Deputados viajou a caminho do retiro do general em Logronho para lhe pedir que aceitasse o cargo. Portavam uma carta do então Presidente do Conselho, Juan Prim, na qual se lia:
| “ | Madrid, 13 de maio de 1870. Sereníssimo Senhor, o Governo do Regente considera chegado o momento de dar uma solução definitiva ao momento que atravessamos. Os dignos ministros que compõem o Governo que tenho a honra de presidir, almejamos o bem da pátria e a consolidação de suas liberdades. Sabido é que ao resolver a questão de Monarca amigo e apaixonados de V.A. concluíram os serviços prestados à causa constitucional pelo pacificador de Espanha. Para este caso, e, segundo a autorização dada pelo Governo, como estou nesta ocasião presente, em todas as candidaturas anteriormente iniciadas, com o respeito devido, desejaria saber se poderia contar com a aceitação de V.A. para ser o rei de Espanha no caso de as Cortes Constituintes e soberanas dignarem-no escolhido. O Governo não apoia nenhuma candidatura, deixando à Assembleia a mais completa liberdade. Tem, contudo, o dever de evitar que as paixões se agitem inutilmente se não houver de aceitar o candidato que as Cortes escolherem. V.A. conhecerá quão elevado e patriótico é o pensamento que, em nome do Governo, me obriga a enviar a V.A. esta carta, da que é portador meu antigo amigo e deputado da Corte o Excmo. Sr. D. Pascual Madoz, quem certamente é uma das pessoas mais dedicadas a V.A. Fica de V.A. com a mais distinguida consideração, seu afetuoso e muito respeitoso servidor, assinado: o Conde de Reus. A.S.A. sereníssima e capitão-general do Exército Dom Baldomero Espartero, Duque da Vitória. | ” |

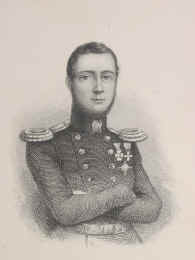
Juan Prim y Prats

A carta, pois, convidava-o a ser candidato, mais que a ser rei, com a prevenção de que não se sublevasse, se não fosse eleito. Tal era o temor que o velho Capitão-General ainda produzia nos recrutas por sua autoridade no exército. Enviou uma breve resposta negativa e educada a Prim, e a Nicolás Salmerón, que encabeçava a delegação parlamentar. Expressou, entre outras coisas, isto:
| “ | […] ao transmitir aos senhores a minha expressiva gratidão ao general Prim e demais amigos que colocaram os olhares com tão alto pensamento, digam-lhes de minha parte que os abandonem por completo e que alonguem o passo no caminho da constituição monárquica do país. Que desistam de trazer ao solo espanhol algum príncipe estrangeiro porque isso seria prolongar a perigosa interinidade em que vivemos. | ” |

Advertia-lhes, assim, sobre o alcance funesto que poderia ter para a Espanha uma monarquia estrangeira e a frustração que entre o povo se geraria.

### Cumprimentado pelos chefes de Estado que se sucederam
Eleito Amadeu I como Rei de Espanha, em setembro de 1871, anunciou publicamente sua vontade de visitar o general Espartero em sua residência de Logronho. É desconhecido se foi aconselhado para fazê-lo, mas no agitado período do Sexênio Democrático e com um rei atípico eleito em Cortes, pareceu conveniente ao monarca ganhar a confiança de quem era uma lenda do liberalismo.
O próprio Espartero foi o receber na estação de trem vestido com traje de gala como Capitão-General, acompanhado de autoridades civis e militares da cidade. Recorreram todos juntos ao trajeto à casa de Espartero em meio à alegria da população que os aclamou. Passou dois dias alojado na residência de Espartero e teve mais contato com a população ao assistir a dois atos protocolares. É desconhecido o conteúdo das conversações durante o tempo que estiveram juntos, mas Espartero, quando o acompanhou de volta à estação, mostrou estar alegre e tratou-o como rei legítimo dos espanhóis, reconhecimento que muito bem poderia ser o que buscava Amadeu. Em seu regresso a Madrid, o rei lhe concedeu o título de Príncipe de Vergara, em 2 de janeiro de 1872, com o tratamento de Alteza Real.
Ainda receberia em seu lar ao próprio Estanislao Figueras, após a proclamação da Primeira República Espanhola, e a outro rei que viria cumprimentá-lo por três vezes: Afonso XII. O rei Afonso o visitou pela primeira vez no mesmo ano de sua eleição, em 9 de fevereiro de 1875, acompanhado do Ministro da Marinha e também passou, como Amadeu, a noite na casa de Espartero. A delicada saúde do velho general lhe impediu de receber o monarca, que encontrou um homem envelhecido, mas que guardava parte de suas antigas forças. O rei lhe comunicou a concessão da Grande Cruz de São Fernando, a qual o próprio Espartero fez buscar entre suas condecorações ganhas anteriormente e quis impô-las em Afonso XII para, em suas próprias palavras:
| “ | Lembre-se que o Rei Constitucional, além de valoroso deve ser justo e fiel custódio das liberdades públicas, com que assegurará a felicidade do povo e logrará captar seu amor. | ” |

Brasão de Armas do Príncipe de Vergara

O rei regressou em 6 de setembro de 1876 para comunicar ao vitorioso general da Primeira Guerra Carlista que, novamente, o carlismo havia sido vencido, na Terceira Guerra Carlista, e um tempo depois, em 1 de outubro de 1878, para uma celebração religiosa pelas almas das esposas de ambos que, há pouco, haviam falecido.
Passou os últimos anos de sua vida em seu lar, rodeado do afeto de seus conterrâneos, sendo referência para muitos políticos da época. Sua conhecida altivez deu passo a um homem de estado, conselheiro de todos e que manifestou em quantas ocasiões pôde seu desejo de que as desavenças entre as distintas facções políticas não se resolvessem mais por via das armas. A morte de sua esposa Jacinta o afundou num profundo pesar e em seu próprio fim.
Seu testamento havia sido outorgado em 15 de junho de 1878, apenas seis meses antes de falecer e pouco depois da morte de sua esposa. Por não ter filhos, Espartero nomeou sua herdeira universal a sobrinha Eladia Espartero Fernández y Blanco, por quem sentia grande predileção. A herança, constituída por uma grande fortuna, ia acompanhada de todos os títulos e honras. Ao resto dos sobrinhos e ao pessoal de sua casa lhes deu recomendações, e a seu antigo ajudante, o Marquês de Murrieta, lhe deixou a espada com a qual Bilbau lhe agradeceu e a estátua eqüestre que lhe presenteou a cidade de Madrid, além de outras pertinências militares menores.

## Cargos militares ocupados
| Ano  | Dia e mês       | Cargo                          |
| ---- | --------------- | ------------------------------ |
| 1809 | 1 de novembro   | Soldado distinguido            |
| 1812 | 1 de janeiro    | Subtenente                     |
| 1814 | 2 de setembro   | Tenente                        |
| 1816 | 9 de setembro   | Capitão                        |
| 1817 | 1 de agosto     | Segundo comandante             |
| 1821 | 26 de fevereiro | Comandante                     |
| 1822 | 23 de março     | Coronel graduado de Infantaria |
| 1823 | 1 de fevereiro  | Coronel efetivo de Infantaria  |
| 1823 | 9 de outubro    | Brigadeiro                     |
| 1834 | 17 de fevereiro | Marechal-de-campo              |
| 1836 | 21 de junho     | Tenente-general                |
| 1838 | 1 de maio       | Capitão-general                |